# Joseph Hutchinson
Joseph "Jack" Burtt Hutchinson (y conocido internacionalmente como "Hutch") FRS (21 de marzo de 1902 — 16 de enero de 1988) fue un taxónomo, botánico, agrónomo, genetista inglés.

## Biografía
Se educó en Bootham School, York y en el St John's College, Cambridge.

## Algunas publicaciones
- 1975. The Challenge of the Third World. Arthur Stanley Eddington memorial lecture. Eddington memorial lectures. Ed. Cambridge University Press, 67 p. ISBN 052120853X, ISBN 9780521208536

- 1974. Evolutionary Studies in World Crops: Diversity and Change in the Indian Subcontinent. Edición ilustrada de Cambridge University Press, 175 p. ISBN 0521203392, ISBN 9780521203395

- 1961. Britain's Contribution to Development in the Tropics, Etc. St. John's College Cambridge Lectures. 1960/61. Ed. Hull, 20 p.

- 1958. Crop Water Requirements of Cotton. Research memoirs, Cotton Research Corp. 33. Reimpreso de Empire Cotton Growing Corporation, 188 p.

- 1950. Response of Cotton to Leaf-curl Disease. Research memoirs, Cotton Research Corp. 8. Con Robert Lanier Knight. Reimpreso de Empire Cotton Growing Corporation, 111 p.

## Honores
- marzo de 1951: miembro de la Royal Society[2][5]

- 1967: Medalla Real, "en reconocimiento de su trabajo destacado sobre genética y evolución de cultivo de plantas con particular referencia al algodón."[6]

Para su candidatura a FRS se expresó: 

"Sus contribuciones son destacadas entre los avances que culminarán en una mejor clasificación simplificada del género Gossypium sobre una base genética y una teoría admirablemente desarrollada sobre la evolución de las especies. Su trabajo se centró en la tradición británica que, por inspiración teórica notable, combinada con habilidad técnica, colocó al algodón entre los más estudiados cultivados del mundo. Por su obra genética, junto a excepcionalmente amplios estudios de las variedades de cultivos (especialmente algodón) en las Indias Occidentales, India, África, y de las bases científicas del arte del mejoramiento práctico de plantas."

- 1956: recibe el título de sir.[2]
- La abreviatura «J.B.Hutch.» se emplea para indicar a Joseph Hutchinson como autoridad en la descripción y clasificación científica de los vegetales.[7]